# Odontonia kerangcaris
Odontonia kerangcaris — вид креветок родини креветових (Palaemonidae). Описаний у 2021 році.

## Поширення
Вид виявлений у регентстві Берау провінції Східний Калімантан в Індонезії. Живе у симбіозі з двостулковими молюсками.